# إيمان الأمير (لاعبة إسكواش)
إيمان الأمير (مواليد 5 أبريل 1981، القاهرة)، لاعبة اسكواش محترف سابقة مثلت مصر. في سبتمبر 2002، وصلت إلى المركز الثلاثين على مستوي العالم، وهي أفضل تصنيف لها.

## حياة مهنية
كانت بطلة العالم للناشئين عام 1999 مع أمنية عبد القوى وإنجي خير الله.
كانت إيمان الأمير ناشطة في جولات WSA العالمية من 2000 إلى 2008 وفازت بلقب فيها. وصلت إلى أعلى مركز لها في التصنيف العالمي في سبتمبر 2002 وكان المركز 30. شاركت مع المنتخب المصري في بطولة العالم عامي 2002 و2004. في عام 2002، كانت في الوصافة المصرية خلف أمنية عبد القوي. في دورة الألعاب الأفريقية 2003، فازت بالميدالية البرونزية في الفردي والميدالية الذهبية في مسابقة الفرق.
شاركت الفريق الحاصل على المركز الرابع في 2004 مع أمنية عبد القوي وإنجي خير الله ورنيم الوليلي.
كانت إيمان تحتل المركز 46 في التصنيف العالمي في عام 2011.

## الجوائز

### البطولات
فازت بلقب WSA: 1
الألعاب الأفريقية: 1 ذهبية (فريق 2003)، 1 برونزية (فردي 2003).

### نهائيات
- بطولات مصر : 2002

## روابط خارجية
squashinfo.comأمينة الأمير على موقع